# Nitro Records
Nitro Records är ett skivbolag grundat av Dexter Holland och Greg K. (båda kända från bandet The Offspring) i maj 1994. Bolaget bildades för att hjälpa band från Kalifornien att komma ut på musikmarknaden. Några av bolagets mest kända band är AFI, The Damned, The Vandals och TSOL. 2013 köptes Nitro Records av Bicycle Music.

## Artister på skivbolaget
- 30 Foot Fall
- A Wilhelm Scream
- AFI
- The Aquabats
- Bodyjar
- BulletTrainToVegas
- Crime In Stereo
- The Damned
- Divit
- Don't Look Down
- Enemy You
- Ensign
- Exene Cervenka And The Original Sinners
- Guttermouth
- Jugg's Revenge
- The Letters Organize
- Lost City Angels
- No Trigger
- The Offspring - endast en återlansering av The Offspring
- One Hit Wonder
- Rufio
- Sloppy Seconds
- Son of Sam
- The Start
- Stavesacre
- The Turbo AC's
- TSOL
- The Vandals